# Albo d'oro del campionato cipriota di calcio
La pagina elenca le squadre vincitrici del massimo livello del campionato cipriota di calcio, istituito ufficialmente per la prima volta nel 1934.
Nella stagione 1931-1932 si gioca per la prima volta un torneo nazionale a Cipro: l'edizione è vinta dall'APOEL, che si aggiudica anche quella successiva. Nel 1934 s'impone l'AEL Limassol. Queste tre edizioni non sono considerate ufficiali dalla federazione calcistica cipriota.

## Divisione A
| Anno            | Vincitore                                           | Secondo                                             | Terzo                                               | Capocannoniere |
| --------------- | --------------------------------------------------- | --------------------------------------------------- | --------------------------------------------------- | --- |
| 1934-1935 (1ª)  | Trast (1)                                           | Çetinkaya Türk                                      | APOEL                                               | |
| 1935-1936 (2ª)  | APOEL (1)                                           | Trast                                               | Çetinkaya Türk                                      | |
| 1936-1937 (3ª)  | APOEL (2)                                           | Trast                                               | Çetinkaya Türk                                      | |
| 1937-1938 (4ª)  | APOEL (3)                                           | Trast                                               | Çetinkaya Türk                                      | |
| 1938-1939 (5ª)  | APOEL (4)                                           | EPA Larnaca                                         | AEL Limassol                                        | |
| 1939-1940 (6ª)  | APOEL (5)                                           | Pezoporikos Larnaca                                 | EPA Larnaca                                         | |
| 1940-1941 (7ª)  | AEL Limassol (1)                                    | APOEL                                               | EPA Larnaca                                         | |
| 1941-1944       | non disputato a causa della seconda guerra mondiale | non disputato a causa della seconda guerra mondiale | non disputato a causa della seconda guerra mondiale | non disputato a causa della seconda guerra mondiale                                                                    |
| 1944-1945 (8ª)  | EPA Larnaca (1)                                     | APOEL                                               | AEL Limassol                                        | |
| 1945-1946 (9ª)  | EPA Larnaca (2)                                     | APOEL                                               | Pezoporikos Larnaca                                 | |
| 1946-1947 (10ª) | APOEL (6)                                           | EPA Larnaca                                         | Pezoporikos Larnaca                                 | |
| 1947-1948 (11ª) | APOEL (7)                                           | AEL Limassol                                        | Olympiakos Nicosia                                  | |
| 1948-1949 (12ª) | APOEL (8)                                           | Anorthōsis                                          | Pezoporikos Larnaca                                 | |
| 1949-1950 (13ª) | Anorthōsis (1)                                      | EPA Larnaca                                         | APOEL                                               | |
| 1950-1951 (14ª) | Çetinkaya Türk (1)                                  | APOEL                                               | Anorthōsis                                          | |
| 1951-1952 (15ª) | APOEL (9)                                           | EPA Larnaca                                         | Çetinkaya Türk                                      | |
| 1952-1953 (16ª) | AEL Limassol (2)                                    | Pezoporikos Larnaca                                 | APOEL                                               | |
| 1953-1954 (17ª) | Pezoporikos Larnaca (1)                             | APOEL                                               | Anorthōsis                                          | |
| 1954-1955 (18ª) | AEL Limassol (3)                                    | Pezoporikos Larnaca                                 | APOEL                                               | |
| 1955-1956 (19ª) | AEL Limassol (4)                                    | APOEL                                               | Nea Salamis                                         | |
| 1956-1957 (20ª) | Anorthōsis (2)                                      | Pezoporikos Larnaca                                 | Omonia                                              | |
| 1957-1958 (21ª) | Anorthōsis (3)                                      | Pezoporikos Larnaca                                 | EPA Larnaca                                         | |
| 1958-1959       | non disputato                                       | non disputato                                       | non disputato                                       | non disputato |
| 1959-1960 (22ª) | Anorthōsis (4)                                      | Omonia                                              | APOEL                                               | |
| 1960-1961 (23ª) | Omonia (1)                                          | Anorthōsis                                          | Pezoporikos Larnaca                                 | Panikos Krystallīs (Apollon Limassol) (26)                                                                             |
| 1961-1962 (24ª) | Anorthōsis (5)                                      | Omonia                                              | Pezoporikos Larnaca                                 | Michalis Shialis (Anorthosis) (22)                                                                                     |
| 1962-1963 (25ª) | Anorthōsis (6)                                      | APOEL                                               | Omonia                                              | Panikos Papadopoulos (AEL Limassol) (24)                                                                               |
| 1963-1964       | sospeso                                             | sospeso                                             | sospeso                                             | sospeso |
| 1964-1965 (26ª) | APOEL (10)                                          | Olympiakos Nicosia                                  | AEL Limassol                                        | Kostakis Pieridis (Olympiakos Nicosia) (25)                                                                            |
| 1965-1966 (27ª) | Omonia (2)                                          | Olympiakos Nicosia                                  | Nea Salamis                                         | Panikos Efthymiades (Olympiakos Nicosia) (20)                                                                          |
| 1966-1967 (28ª) | Olympiakos Nicosia (1)                              | APOEL                                               | Anorthōsis                                          | Andreas Stylianou (APOEL) (29)                                                                                         |
| 1967-1968 (29ª) | AEL Limassol (5)                                    | Omonia                                              | Pezoporikos Larnaca                                 | Panikos Papadopoulos (AEL Limassol) (31)                                                                               |
| 1968-1969 (30ª) | Olympiakos Nicosia (2)                              | Omonia                                              | Pezoporikos Larnaca                                 | Panikos Efthymiades (Olympiakos Nicosia) (17)                                                                          |
| 1969-1970 (31ª) | EPA Larnaca (3)                                     | Pezoporikos Larnaca                                 | Omonia                                              | Tasos Constantinou (EPA Larnaca) (15)                                                                                  |
| 1970-1971 (32ª) | Olympiakos Nicosia (3)                              | Digenīs Morphou                                     | APOEL                                               | Andreas Stylianou (APOEL) (11) Kostas Vasiliades (Apollon Limassol) (11) Panikos Efthymiades (Olympiakos Nicosia) (11) |
| 1971-1972 (33ª) | Omonia (3)                                          | EPA Larnaca                                         | EN Paralimni                                        | Sōtīrīs Kaïafas (Omonia) (12)                                                                                          |
| 1972-1973 (34ª) | APOEL (11)                                          | Olympiakos Nicosia                                  | Pezoporikos Larnaca                                 | Lakis Theodorou (EPA Larnaca) (17)                                                                                     |
| 1973-1974 (35ª) | Omonia (4)                                          | Pezoporikos Larnaca                                 | AEL Limassol                                        | Sōtīrīs Kaïafas (Omonia) (20)                                                                                          |
| 1974-1975 (36ª) | Omonia (5)                                          | EN Paralimni                                        | Olympiakos Nicosia                                  | Andros Savva (Omonia) (21)                                                                                             |
| 1975-1976 (37ª) | Omonia (6)                                          | APOEL                                               | EN Paralimni                                        | Sōtīrīs Kaïafas (Omonia) (39)                                                                                          |
| 1976-1977 (38ª) | Omonia (7)                                          | APOEL                                               | Pezoporikos Larnaca                                 | Sōtīrīs Kaïafas (Omonia) (44)                                                                                          |
| 1977-1978 (39ª) | Omonia (8)                                          | APOEL                                               | Pezoporikos Larnaca                                 | Andreas Kanaris (Omonia) (20)                                                                                          |
| 1978-1979 (40ª) | Omonia (9)                                          | APOEL                                               | Alkī Larnaca                                        | Sōtīrīs Kaïafas (Omonia) (28)                                                                                          |
| 1979-1980 (41ª) | APOEL (12)                                          | Omonia                                              | Pezoporikos Larnaca                                 | Sōtīrīs Kaïafas (Omonia) (23)                                                                                          |
| 1980-1981 (42ª) | Omonia (10)                                         | APOEL                                               | Pezoporikos Larnaca                                 | Sōtīrīs Kaïafas (Omonia) (14)                                                                                          |
| 1981-1982 (43ª) | Omonia (11)                                         | Pezoporikos Larnaca                                 | APOEL                                               | Sōtīrīs Kaïafas (Omonia) (19)                                                                                          |
| 1982-1983 (44ª) | Omonia (12)                                         | Anorthōsis                                          | APOEL                                               | Panikos Hatziloizou (Aris Limassol) (17)                                                                               |
| 1983-1984 (45ª) | Omonia (13)                                         | Apollōn Limassol                                    | Pezoporikos Larnaca                                 | Lenos Kittos (Ermis Aradippou) (14) Sylvester Vernon (Pezoporikos Larnaca) (14)                                        |
| 1984-1985 (46ª) | Omonia (14)                                         | APOEL                                               | Anorthōsis                                          | Giōrgos Savvidīs (Omonia) (24)                                                                                         |
| 1985-1986 (47ª) | APOEL (13)                                          | Omonia                                              | Apollōn Limassol                                    | Yiannos Ioannou (APOEL Nicosia) (22)                                                                                   |
| 1986-1987 (48ª) | Omonia (15)                                         | APOEL                                               | EPA Larnaca                                         | Spas Dževizov (Omonia) (32)                                                                                            |
| 1987-1988 (49ª) | Pezoporikos Larnaca (2)                             | APOEL                                               | Omonia                                              | Tasos Zouvanis (Paralimni) (23)                                                                                        |
| 1988-1989 (50ª) | Omonia (16)                                         | Apollōn Limassol                                    | APOEL                                               | Nigel McNeal (Nea Salamis) (19)                                                                                        |
| 1989-1990 (51ª) | APOEL (14)                                          | Omonia                                              | Pezoporikos Larnaca                                 | Siniša Gogić (APOEL Nicosia) (19)                                                                                      |
| 1990-1991 (52ª) | Apollōn Limassol (1)                                | Anorthōsis                                          | APOEL                                               | Suad Beširević (Apollon Limassol) (19) Panayiotis Xiourouppas (Omonia) (19)                                            |
| 1991-1992 (53ª) | APOEL (15)                                          | Anorthōsis                                          | Apollōn Limassol                                    | József Dzurják (Omonia) (21)                                                                                           |
| 1992-1993 (54ª) | Omonia (17)                                         | Apollōn Limassol                                    | Nea Salamis                                         | Slađan Šćepović (Apollon Limassol) (25)                                                                                |
| 1993-1994 (55ª) | Apollōn Limassol (2)                                | Anorthōsis                                          | APOEL                                               | Siniša Gogić (Anorthosis) (26)                                                                                         |
| 1994-1995 (56ª) | Anorthōsis (7)                                      | Omonia                                              | Nea Salamis                                         | Charalampos Andreou (Nea Salamis) (25)                                                                                 |
| 1995-1996 (57ª) | APOEL (16)                                          | Anorthōsis                                          | Omonia                                              | József Kiprich (APOEL Nicosia) (25)                                                                                    |
| 1996-1997 (58ª) | Anorthōsis (8)                                      | Apollōn Limassol                                    | Omonia                                              | Michalīs Kōnstantinou (Paralimni) (17)                                                                                 |
| 1997-1998 (59ª) | Anorthōsis (9)                                      | Omonia                                              | Apollōn Limassol                                    | Rainer Rauffmann (Omonia) (42)                                                                                         |
| 1998-1999 (60ª) | Anorthōsis (10)                                     | Omonia                                              | APOEL                                               | Rainer Rauffmann (Omonia) (35)                                                                                         |
| 1999-2000 (61ª) | Anorthōsis (11)                                     | Omonia                                              | APOEL                                               | Rainer Rauffmann (Omonia) (34)                                                                                         |
| 2000-2001 (62ª) | Omonia (18)                                         | Olympiakos Nicosia                                  | AEL Limassol                                        | Rainer Rauffmann (Omonia) (30)                                                                                         |
| 2001-2002 (63ª) | APOEL (17)                                          | Anorthōsis                                          | AEL Limassol                                        | Wojciech Kowalczyk (Anorthosis) (24)                                                                                   |
| 2002-2003 (64ª) | Omonia (19)                                         | Anorthōsis                                          | APOEL                                               | Marios Neophytou (Anorthosis) (33)                                                                                     |
| 2003-2004 (65ª) | APOEL (18)                                          | Omonia                                              | Apollōn Limassol                                    | Łukasz Sosin (Apollon Limassol) (21) Jozef Kožlej (Omonia) (21)                                                        |
| 2004-2005 (66ª) | Anorthōsis (12)                                     | APOEL                                               | Omonia                                              | Łukasz Sosin (Apollon Limassol) (21)                                                                                   |
| 2005-2006 (67ª) | Apollōn Limassol (3)                                | Omonia                                              | APOEL                                               | Łukasz Sosin (Apollon Limassol) (28)                                                                                   |
| 2006-2007 (68ª) | APOEL (19)                                          | Omonia                                              | Anorthōsis                                          | Esteban Solari (APOEL Nicosia) (20)                                                                                    |
| 2007-2008 (69ª) | Anorthōsis (13)                                     | APOEL                                               | Omonia                                              | Łukasz Sosin (Anorthosis) (16) David Pereira da Costa (Doxa Katokopia) (16)                                            |
| 2008-2009 (70ª) | APOEL (20)                                          | Omonia                                              | Anorthōsis                                          | Sérgio Luis Gardino da Silva (Doxa Katokopia) (24)                                                                     |
| 2009-2010 (71ª) | Omonia (20)                                         | APOEL                                               | Anorthōsis                                          | José Semedo (APOP Kinyras) (22) Joeano (Ermis Aradippou) (22)                                                          |
| 2010-2011 (72ª) | APOEL (21)                                          | Omonia                                              | Anorthōsis                                          | Miljan Mrdaković (Apollon Limassol) (21)                                                                               |
| 2011-2012 (73ª) | AEL Limassol (6)                                    | APOEL                                               | Omonia                                              | Freddy (Omonia) (17)                                                                                                   |
| 2012-2013 (74ª) | APOEL (22)                                          | Anorthōsis                                          | Omonia                                              | Bernardo Vasconcelos (Alki Larnaca) (18)                                                                               |
| 2013-2014 (75ª) | APOEL (23)                                          | AEL Limassol                                        | Apollōn Limassol                                    | Gastón Sangoy (Apollon Limassol) (18) Jorge Filipe Monteiro (AEL Limassol) (18) Marco Tagbajumi (Ermis Aradippou) (18) |
| 2014-2015 (76ª) | APOEL (24)                                          | AEK Larnaca                                         | Apollōn Limassol                                    | Mickaël Poté (Omonia) (17)                                                                                             |
| 2015-2016 (77ª) | APOEL (25)                                          | AEK Larnaca                                         | Apollōn Limassol                                    | André Alves (AEK Larnaca) (19) Fernando Cavenaghi (APOEL) (19) Dimităr Makriev (Nea Salamis) (19)                      |
| 2016-2017 (78ª) | APOEL (26)                                          | AEK Larnaca                                         | Apollōn Limassol                                    | Matt Derbyshire (Omonia) (24)                                                                                          |
| 2017-2018 (79ª) | APOEL (27)                                          | Apollōn Limassol                                    | Anorthōsis                                          | Matt Derbyshire (Omonia) (23)                                                                                          |
| 2018-2019 (80ª) | APOEL (28)                                          | AEK Larnaca                                         | Apollōn Limassol                                    | Adam Nemec (Pafos FC) (16)                                                                                             |
| 2019-2020 (81ª) | non assegnato                                       |                                                     |                                                     | Ivan Tričkovski (AEK Larnaca) (20)                                                                                     |
| 2020-2021 (82ª) | Omonia (21)                                         | Apollōn Limassol                                    | AEL Limassol                                        | Berat Sadik (Doxa Katōkopias) (18)                                                                                     |
| 2021-2022 (83ª) | Apollōn Limassol (4)                                | APOEL                                               | AEK Larnaca                                         | Ivan Tričkovski (AEK Larnaca) (15)                                                                                     |
| 2022-2023 (84ª) | Arīs Limassol (1)                                   | APOEL                                               | AEK Larnaca                                         | Jairo (Pafos) (18) |
| 2023-2024 (85ª) | APOEL (29)                                          | AEK Larnaca                                         | Omonia                                              | Marios Īlia (Ethnikos Achna) (19)                                                                                      |
| 2024-2025 (86ª) | Pafos (1)                                           | Arīs Limassol                                       | Omonia                                              | Youssef El-Arabi (APOEL) (13)                                                                                          |

## Statistiche

### Vittorie per squadra
| Club                | Titoli | Stagioni |
| ------------------- | ------ | --- |
| APOEL               | 29     | 1935-1936, 1936-1937, 1937-1938, 1938-1939, 1939-1940, 1946-1947, 1947-1948, 1948-1949, 1951-1952, 1964-1965, 1972-1973, 1979-1980, 1985-1986, 1989-1990, 1991-1992, 1995-1996, 2001-2002, 2003-2004, 2006-2007, 2008-2009, 2010-2011, 2012-2013, 2013-2014, 2014-2015, 2015-2016, 2016-2017, 2017-2018, 2018-2019, 2023-2024 |
| Omonia              | 21     | 1960-1961, 1965-1966, 1971-1972, 1973-1974, 1974-1975, 1975-1976, 1976-1977, 1977-1978, 1978-1979, 1980-1981, 1981-1982, 1982-1983, 1983-1984, 1984-1985, 1986-1987, 1988-1989, 1992-1993, 2000-2001, 2002-2003, 2009-2010, 2020-2021                                                                                         |
| Anorthōsis          | 13     | 1949-1950, 1956-1957, 1957-1958, 1959-1960, 1961-1962, 1962-1963, 1994-1995, 1996-1997, 1997-1998, 1998-1999, 1999-2000, 2004-2005, 2007-2008 |
| AEL Limassol        | 6      | 1940-1941, 1952-1953, 1954-1955, 1955-1956, 1967-1968, 2011-2012 |
| Apollōn Limassol    | 4      | 1990-1991, 1993-1994, 2005-2006, 2021-2022 |
| Olympiakos Nicosia  | 3      | 1966-1967, 1968-1969, 1970-1971 |
| EPA Larnaca         | 3      | 1943-1944, 1945-1946, 1969-1970 |
| Pezoporikos Larnaca | 2      | 1953-1954, 1987-1988 |
| Trast               | 1      | 1934-1935 |
| Çetinkaya Türk      | 1      | 1950-1951 |
| Arīs Limassol       | 1      | 2022-2023 |
| Pafos               | 1      | 2024-2025 |